# Ronan David Jerônimo
Ronan David Jerônimo, noto anche con lo pseudonimo di Ronan (Piraúba, 22 aprile 1995), è un calciatore brasiliano, attaccante dei Jeonnam Dragons.

## Caratteristiche tecniche
È un centravanti.

## Carriera
Ha esordito il 17 agosto 2014 con il Grêmio in un match vinto 2-0 contro il Criciúma.

## Statistiche

### Presenze e reti nei club
Statistiche aggiornate al 7 luglio 2017.
| Stagione        | Squadra         | Campionato      | Campionato | Campionato | Coppe nazionali | Coppe nazionali | Coppe nazionali | Coppe continentali | Coppe continentali | Coppe continentali | Altre coppe | Altre coppe | Altre coppe | Totale | Totale | Totale |
| Stagione        | Squadra         | Comp            | Pres       | Reti       | Comp            | Pres            | Reti            | Comp               | Pres               | Reti               | Comp        | Pres        | Reti        | Pres   | Reti   |        |
| --------------- | --------------- | --------------- | ---------- | ---------- | --------------- | --------------- | --------------- | ------------------ | ------------------ | ------------------ | ----------- | ----------- | ----------- | ------ | ------ | ------ |
| 2014            | Grêmio          | A+PD/RS         | 2+0        | 0          | CB              | 0               | 0               | CL                 | 0                  | 0                  |             | -           | -           | 2      | 0      |        |
| 2015-gen. 2016  | Sanjoanense     | 3D              | 16         | 5          | TP              | 3               | 2               |                    | -                  | -                  |             | -           | -           | 19     | 7      |        |
| gen.-giu. 2016  | Rio Ave         | PL              | 2          | 0          | TP+TL           | 0               | 0               |                    | -                  | -                  |             | -           | -           | 2      | 0      |        |
| 2016-2017       | Rio Ave         | PL              | 11         | 1          | TP+TL           | 1+2             | 0+1             | UEL                | 0                  | 0                  |             | -           | -           | 14     | 2      |        |
| Totale carriera | Totale carriera | Totale carriera | 31         | 6          |                 | 6               | 3               |                    | 0                  | 0                  |             | -           | -           | 37     | 9      |        |

## Palmarès

### Club

#### Competizioni nazionali
- Segunda Liga: 1

Rio Ave: 2021-2022